# Conill domèstic
El conill domèstic és un conill europeu que fou domesticat a l'edat mitjana per a la producció de laurices durant el període de quaresma. Sorgits del conill de bosc i criats originalment en semillibertat en grans espais tancats, els conills de granja són petits mamífers herbívors que es diferencien molt poc de la forma salvatge. Igual que el seu avantpassat silvestre, pertanyen a l'espècie Oryctolagus cuniculus, classificada dins l'ordre dels lagomorfs, la família dels lepòrids i el gènere Oryctolagus. Es caracteritzen igualment per les seves fortes potes posteriors, adaptades a la locomoció a salts, i les seves llargues orelles. Les seves dents creixen contínuament i els permeten rosegar els aliments. També practiquen la cecotròfia, que consisteix a reingerir part dels seus excrements per tornar-los a digerir. El conill domèstic és un animal social però molt territorial que pot ser dòcil o fins i tot afectuós envers els humans si s'acostuma a la seva companyia des de petit. Hi ha més de 100 races de conills domèstics, que foren catalogades a principis del segle xx. Totes descendeixen del conill europeu domesticat durant l'edat mitjana a l'Europa occidental, una època relativament recent en comparació amb altres animals domèstics.
El conill domèstic, particularment prolífic, dona a llum ventrades nombroses en intervals curts, particularment als centres de cria comercials. Fàcil de criar però relativament fràgil, inicialment se'l mantingué sobretot per la seva carn, però amb l'aparició dels conills Angora se'n començà a fer servir el pelatge i els pèls. Actualment és utilitzat com a animal de laboratori i ha esdevingut un animal de companyia (ACE) popular, particularment els conills nans, fins al punt que s'organitzen exposicions de conills i concursos de salt. La multitud de races foren creades mitjançant una selecció realitzada pels humans per adaptar-les als diferents usos que se'n fa. El conill domèstic viu entre 5 i 8 anys de mitjana, amb un màxim de 15.
En general, el conill ha tingut un impacte significatiu en la cultura per la seva dolçor i la seva prolificitat. És un símbol lunar de fertilitat. Avui en dia se l'associa principalment a l'univers infantil.

## Descripció
El conill domèstic sorgí del conill de bosc i és molt proper a aquesta espècie, que és el seu avantpassat salvatge. Tanmateix, l'aspecte dels conills domèstics pot variar considerablement segons la raça. Es poden diferenciar dels conills de bosc tant per la seva mida (amb races nanes o gegants) com pel seu pelatge. Els conills domèstics presenten una gran varietat de llargades i coloracions del pèl.

### Aspecte

I·lustració anatòmica simplificada d'un conill domèstic

L'aspecte general, el pes i la mida d'un conill depenen de la seva raça. Alguns (p. ex. llebre belga) són més aviat esvelts, mentre que d'altres (p. ex. bélier francès) tenen una fesomia més corpulenta. El cos pot ser cilíndric, cònic o convex. Hi ha races nanes i races gegants. En general, el pes oscil·la entre 0,5 i 8 kg. El cap presenta una gran quantitat de pèls tàctils coneguts com a «vibrisses», així com dues orelles situades força enrere i unides al cap per un ancoratge cartilaginós sòlid. Les orelles estan cobertes de pèls molt curts. La seva mida i posició varien molt d'una raça a l'altra: sovint es mantenen erectes, però en els conills bélier pengen als costats del cap. El pavelló auricular té una bona irrigació sanguínia. El llavi superior de la boca del conill es clivella en dos per a formar el llavi leporí. El musell es compon d'un rinari situat just a sobre de la boca que forma una zona barbameca en forma de «Y».